# Murfreesboro, Tennessee
Murfreesboro är en stad (city) i Rutherford County i delstaten Tennessee i USA. Staden hade 152 769 invånare, på en yta av 163,23 km² (2020). Murfreesboro är administrativ huvudort (county seat) i Rutherford County.

## Kända personer från Murfreesboro
- David Price, basebollspelare[11]
- Sarah Childress Polk, presidenthustru 1845-1849, gift med James Knox Polk